# Нанси
 Тази статия е за града във Франция.  За окръга вижте Нанси (окръг).  
Нансѝ (на френски: Nancy) е град в Североизточна Франция, департамент Мьорт е Мозел, регион Гранд Ест. Разположен е близо до река Мозел. Населението на града е около 105 000 души, а на градската агломерация - около 420 000 души (2007).

## Известни личности
Родени в Нанси
- Нажуа Белизел (р. 1981), певица
- Шарл Бодуен (1893 – 1963), психоаналитик
- Емил Гале (1846 – 1904), художник
- Жозеф Дюкрьо (1735 – 1802), художник
- Франсоа Жакоб (1920 – 2013), микробиолог и генетик
- Пол Крампел (1864 – 1891), изследовател
- Жорж Маршал (1920 – 1997), актьор
- Анри Поанкаре (1854 – 1912), математик
- Жорж Садул (1904 – 1967), кинокритик
- Люсиен Февър (1878 – 1956), историк
- Франц I (1708 – 1765), император
- Жан-Луи Шлесер (р. 1948), автомобилен състезател

Починали в Нанси
- Катерина Наварска (1559 – 1604), кралица на Навара
- Клод Валоа (1542 – 1575), херцогиня
- Емил Гале (1846 – 1904), художник
- Амброаз Лиебо (1823 – 1904), лекар
- Луи Мажорел (1859 – 1926), дизайнер
- Шарл Дръзки (1443 – 1477), херцог на Бургундия

Други
- Иван Данчов (1888 – 1960), български лексикограф, завършва френска филология
- Иван Матакиев (1872 – 1946), български лекар, завършва медицина през 1890-те
- Михаил Минев (1874 – 1951), български лекар, завършва медицина през 1908
- Мишел Платини (р. 1955), футболист, работи в града през 1972 – 1979
- Йордан Самарджиев (1875 – 1936), български учител и революционер, завършва френска филология

## Побратимявания
- – Нюкасъл, Великобритания (от 1954)
- – Лиеж, Белгия (от 1954)
- – Карлсруе, Германия (от 1955)
- – Падуа, Италия (от 1964)
- – Канадзава, Япония (от 1973)
- – Кирят Шмона, Израел (от 1984)
- – Люблин, Полша (от 1988)
- – Синсинати, САЩ (от 1991)
- – Казабланка, Мароко (от 2007)